# 氷室神社 (天理市)
氷室神社（ひむろじんじゃ）は、奈良県天理市福住町にある神社。

## 祭神
- 闘鶏稲置大山主命・大鷦鷯命・額田大仲彦命

## 歴史
社務所の御由緒書によると「一千四百余年前允恭天皇三年辛酉朔正月下旬時の大臣三田ノ宿禰勅を奉じて本邦氷室濫觴の霊池たる闘鶏氷室の傍に鎮座し給ひ爾来皇室の崇神殊の外厚く」とあり、允恭天皇の践祚年には諸説あるが西暦430年頃とすると奈良の氷室神社（和銅3年＝710年）より古いことになる。
所在地周辺は古く「闘鶏（つげ）」と呼ばれており、主祭神の闘鶏大山主は仁徳朝の頃の闘鶏国造である。日本書紀の仁徳天皇62年の条に額田大中彦皇子（応神帝の皇子）が闘鶏の地に狩猟に来た際、初めて氷室を発見し、以後、御所に氷を献上して当地に氷室の神を祭ったのがはじまりという。

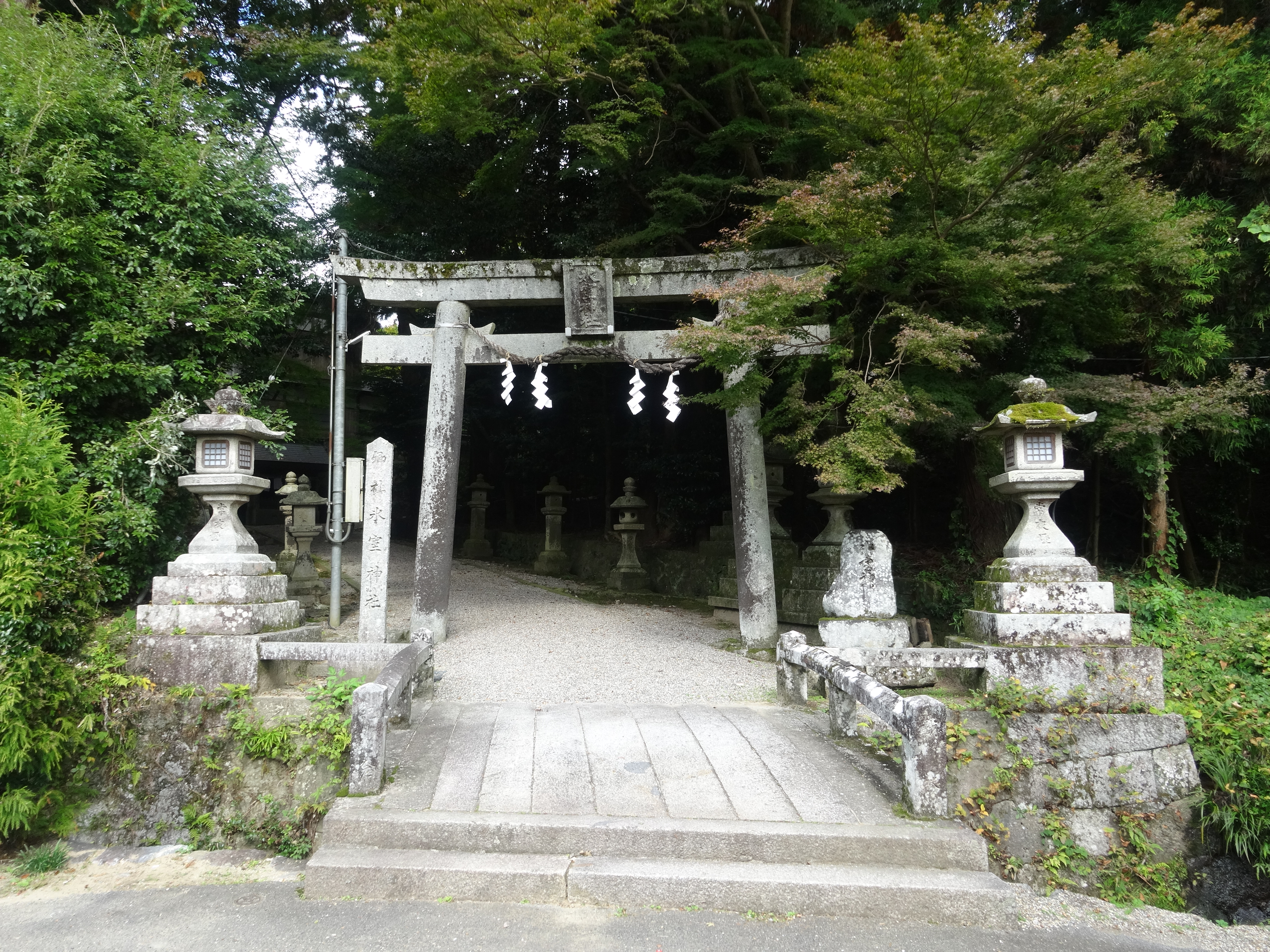
鳥居
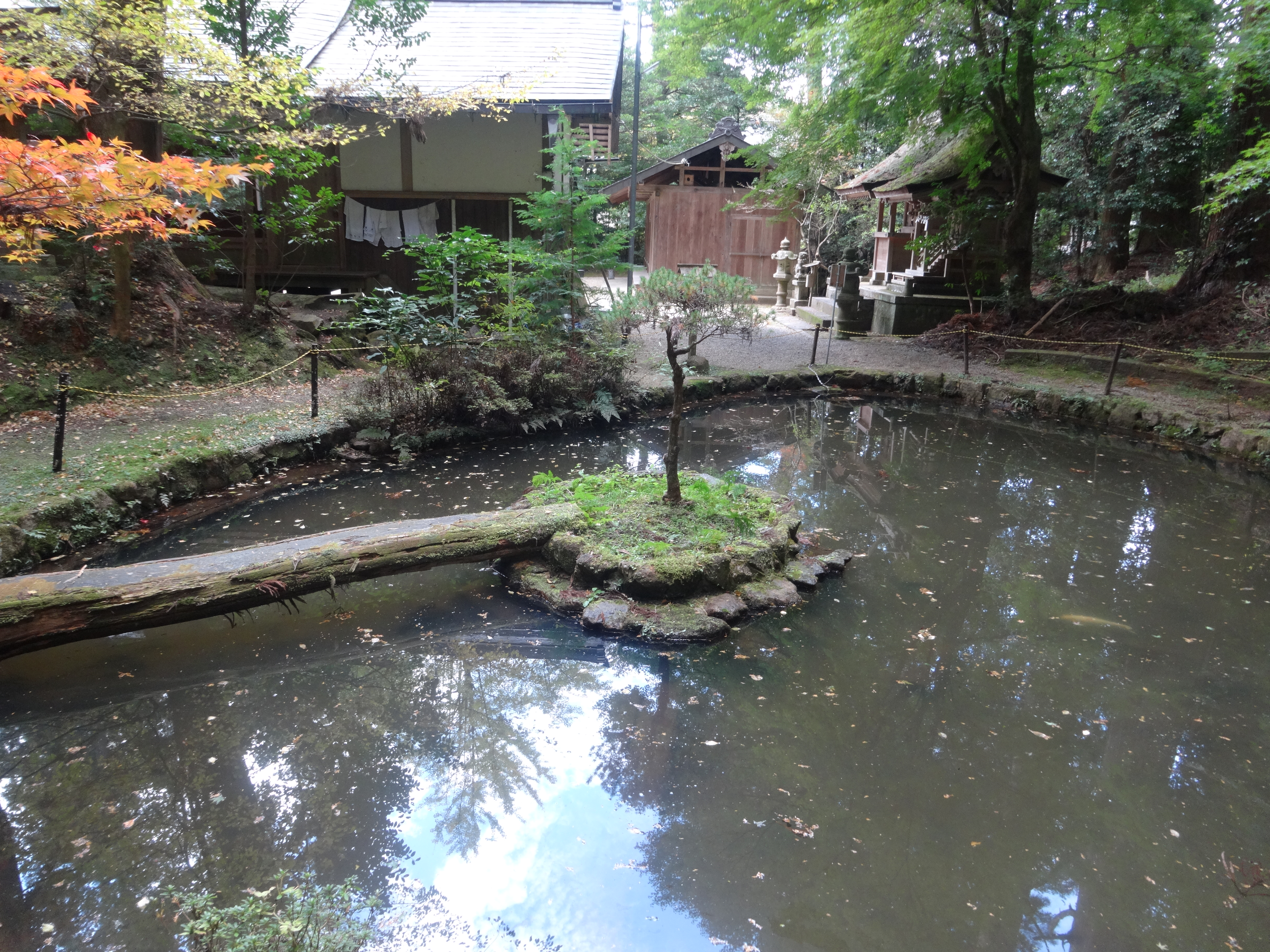
鏡池
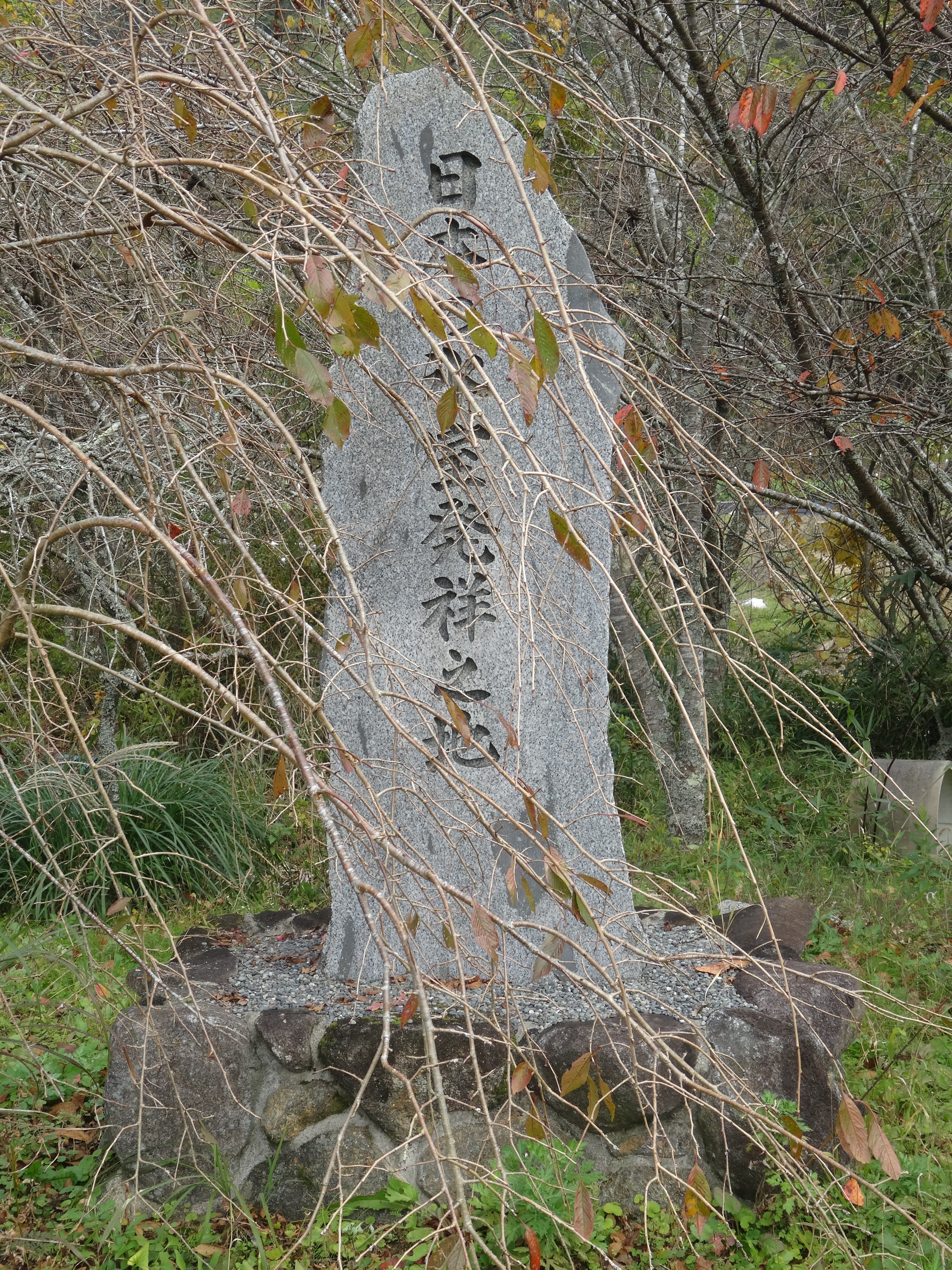
「日本の氷室発祥の地」石碑

## 境内社
- 三社（御霊大神、天照皇大神、八幡大神）
- 二社（春日大神、白山大神）
- 厳島神社、事比羅神社、金比羅神社

## 例祭
秋季例祭が毎年10月15日に行われていたが、2007年からは10月第2日曜日の開催となっている。神社後方の室山（氷室山の異称）の御旅所（氷室旧跡）まで神幸渡御が行われる。

## 現地情報
所在地
- 奈良県天理市福住町1841

交通アクセス
- 西名阪自動車道福住インター下りてすぐ。

周辺

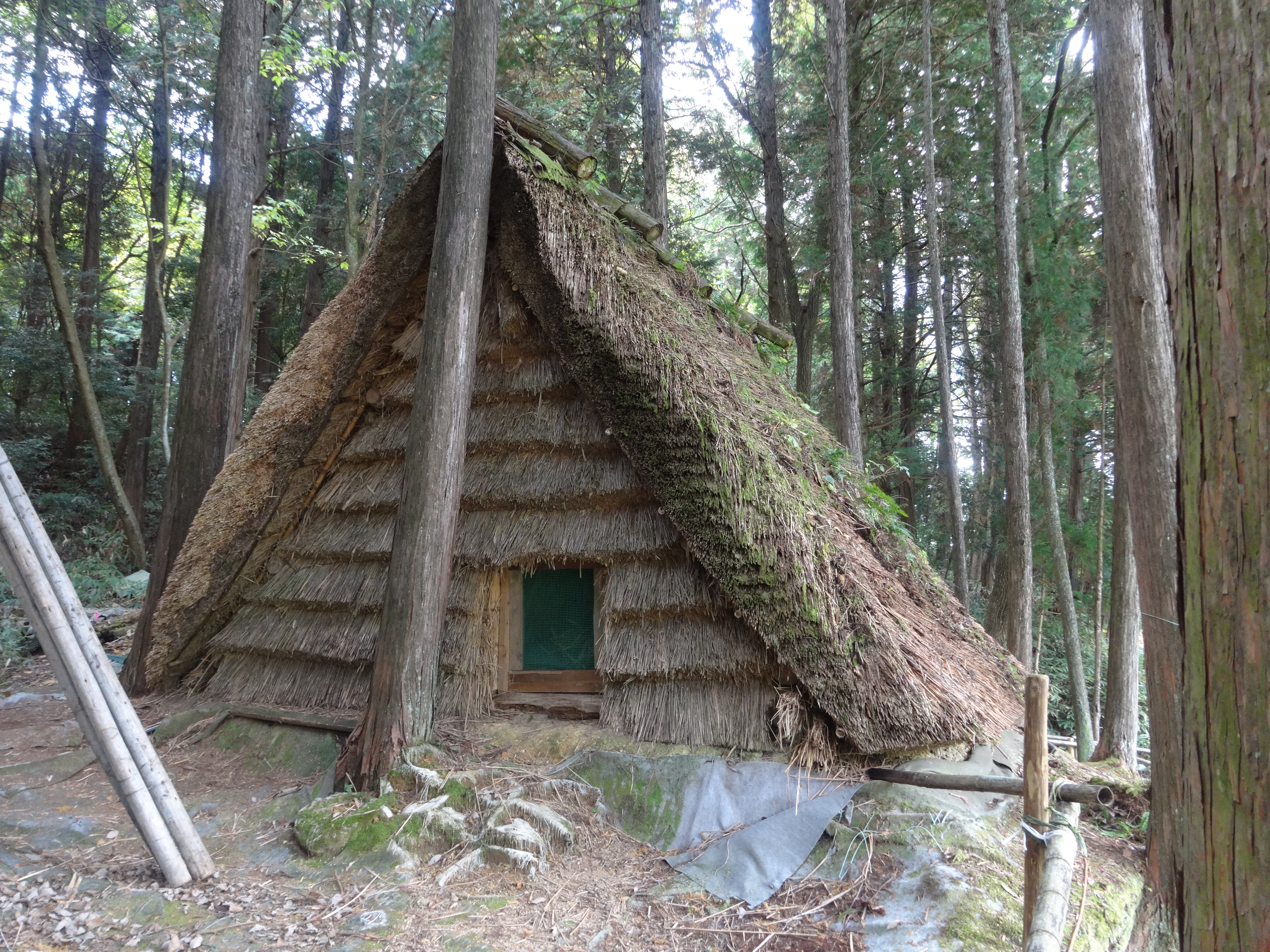
復元氷室（天理市福住町）

- 復元氷室 - 国史に見られる都祁󠄀氷室を復元したもの。